# Hendrik II van Polen
Hendrik II van Polen ook bekend als Hendrik de Vrome (circa 1196 - Legnickie Pole, 9 april 1241) was hertog van Silezië, hertog van Krakau, hertog van Zuid-Groot-Polen en van 1238 tot 1243 groothertog van Polen.

## Levensloop
Hendrik was de tweede zoon van groothertog Hendrik I van Polen, hertog van Silezië, en Hedwig van Andechs, een dochter van hertog Berthold IV van Meranië. Na de dood van zijn broers bleef Hendrik in 1213 over als enige erfgenaam van zijn vader.
In 1218 werd Hendrik door zijn vader uitgehuwelijkt aan Anna van Bohemen, dochter van koning Ottokar I van Bohemen. Deze alliantie zorgde ervoor dat Hendrik actief kon deelnemen aan de internationale politiek. Ze kregen tien kinderen:
- Gertrude (1218/20 – 1247), getrouwd met prins Boleslaw I van Mazovië
- Constance (1221 – 1257),  getrouwd met hertog Casimir I van Koejavië
- Bolesław II van Liegnitz (1220/25 – 1278)
- Mieszko (1223/27 – 1242)
- Hendrik III (1227/30 – 1266)
- Koenraad I van Glogau (1228/31 – 1274)
- Elisabeth van Wrocław (1224/32 - 1265), getrouwd met Przemysl I van Groot-Polen
- Wladislaus van Silezië (1237 - 1270), aartsbisschop van Salzburg
- Agnes (1236 – na 1277) - leefde in het Sint-Claraklooster in Wrocław
- Hedwig (1238/41 – 1318), abdis van het Sint-Claraklooster in Trzebnica.

Zijn vader benoemde Hendrik al snel na het huwelijk tot de officiële troonopvolger: vanaf 1222 medeondertekende Hendrik de documenten van zijn vader en vanaf 1224 had Hendrik zijn eigen zegel. Tijdens een meeting met alle hertogen binnen het huis Piasten te Gąsawa in 1227, werden zijn vader en groothertog Leszek I echter overvallen. Bij deze overval kwam Leszek om het leven en raakte zijn vader zwaargewond. Hierdoor was Hendrik korte tijd regent van Silezië.
In 1229 werd zijn vader gevangengenomen door hertog Koenraad I van Mazovië en opnieuw werd Hendrik korte tijd regent. Van 1229 tot 1230 nam Hendrik deel aan een militaire expeditie om de Lubuszstreek te veroveren. Ook steunde hij in de periode 1233-1234 zijn vader in zijn beleid tegenover Pruisen en Groot-Polen. In 1234 werd Hendrik vervolgens medeheerser van Silezië. Nadat zijn vader in 1238 stierf, volgde Hendrik hem op als hertog van Silezië, Krakau en Groot-Polen. 
Van 1238 tot 1239 was Hendrik ook regent van de hertogdommen Opole-Racibórz en Sandomierz, aangezien de plaatselijke heersers daar (Mieszko II de Vette en Bolesław de Zuivere) nog minderjarig waren. In 1239 werd Hendrik gedwongen om op te stappen als regent, maar bleef goede banden onderhouden met de hertogdommen. Wel mocht hij de Groot-Poolse steden Kalisz en Wieluń behouden.
In het noordwesten van Groot-Polen was er een ingewikkeldere situatie. Zo veroverde markgraaf Otto III van Brandenburg het belangrijke Groot-Poolse fort van Santok en belegerde hij de stad Lebus. Ook de conflicten met Koenraad I van Mazovië, Wladislaus Odonic en met de Poolse kerk waarmee zijn vader te kampen had, bleven onder Hendriks bewind bestaan. Toen Wladislaus Odonic in 1239 stierf, veranderde de situatie echter. De meeste van Wladislaus' bezittingen kwamen in handen van Hendrik, buiten de steden Nakło nad Notecią en Ujście, die Hendrik overliet aan Wladislaus' minderjarige zoons Przemysl en Boleslaw de Vrome.
Hendrik verbrak de traditionele alliantie met de Hohenstaufen, die het Heilig Roomse Rijk bestuurden, en koos de kant van paus Gregorius IX, waarmee hij het conflict met de kerk beëindigde. Ook beëindigde hij het conflict met Koenraad I van Mazovië door twee van zijn dochters aan twee van Koenraads zonen uit te huwelijken. Wel moest Hendrik het verlies van het fort van Santok aanvaarden, nadat hij in de slag bij Lebus verslagen werd door markgraaf Otto III van Brandenbrug.
In het oosten van Polen bevonden zich echter troepen uit het Mongoolse Rijk onder leiding van Batu Khan. Na de invasie van het Kievse Rijk wilde die namelijk het koninkrijk Hongarije aanvallen. Batu Khan wist dat als hij dat wilde doen, hij eerst de controle over Polen moest verwerven. In januari 1241 stuurde Batu Khan daarom troepen naar de steden Lublin en Zawichost en een maand later begon een Mongools leger van ongeveer 10.000 man onder leiding van Orda Khan aan de invasie. In Klein-Polen werden de Mongoolse legers geconfronteerd met een tamelijk zwak verzet, en een groot deel van de edelen in Krakau en Sandomierz kwam in de Slag bij Tursko om het leven. Zowel Klein-Polen, Krakau als Sandomierz vielen hierdoor in de handen van de Mongolen. 
Hendrik wachtte niet op de beloofde westerse steun en vormde een leger samengesteld uit de overgebleven Klein-Poolse troepen en troepen uit Silezië en Groot-Polen, die in de stad Legnica samen werd gebracht. De meeste Europese heersers waren eigenlijk meer bezig met het conflict tussen de paus en de Heilig Roomse keizer en besteedden niet echt aandacht aan de vraag van Hendrik om hulp. De enige buitenlandse troepen die Hendrik ter hulp schoten waren die van koning Wenceslaus I van Bohemen en die van de Tempeliers, van de Orde van Malta en van de Duitse Orde. Dit christelijke leger ging in april 1241 de strijd aan met de Mongolen bij het dorp Legnickie Pole. Bij deze veldslag kwam Hendrik om het leven. Hij werd begraven in de crypte van de Franciscaanse Sint-Vincentius en Sint-Jacob-kerk van Wrocław.

## Voorouders
| Voorouders van Hendrik II van Polen | Voorouders van Hendrik II van Polen                                    | Voorouders van Hendrik II van Polen                                    | Voorouders van Hendrik II van Polen                                       | Voorouders van Hendrik II van Polen                                    |
| ----------------------------------- | ---------------------------------------------------------------------- | ---------------------------------------------------------------------- | ------------------------------------------------------------------------- | ---------------------------------------------------------------------- |
| Overgrootouders                     | Wladislaus de Balling (1105-1159) ∞ Agnes van Oostenrijk (1111-1163)   | Berengarius van Sulzbach (–) ∞ ? (–)                                   | Berthold III van Andechs (1110–1188) ∞ Hedwig van Scheyern-Dachau (–1174) | Dedo III van Lausitz (1130–1190) ∞ Mechtilde van Heinsberg (1135–1189) |
| Grootouders                         | Bolesław I van Silezië-Breslau (1127-1201) ∞ Adelheid van Sulzbach (-) | Bolesław I van Silezië-Breslau (1127-1201) ∞ Adelheid van Sulzbach (-) | Berthold IV van Meranië (–1204) ∞ Agnes van Rochlitz (c.1154-1195)        | Berthold IV van Meranië (–1204) ∞ Agnes van Rochlitz (c.1154-1195)     |
| Ouders                              | Hendrik I van Polen (1165-1238) ∞ Hedwig van Andechs (1174-1243)       | Hendrik I van Polen (1165-1238) ∞ Hedwig van Andechs (1174-1243)       | Hendrik I van Polen (1165-1238) ∞ Hedwig van Andechs (1174-1243)          | Hendrik I van Polen (1165-1238) ∞ Hedwig van Andechs (1174-1243)       |
| Hendrik II van Polen (1196-1241)    |                                                                        |                                                                        |                                                                           |                                                                        |

Siemowit · Lestko · Siemomysł · Mieszko I · Bolesław I · Mieszko II Lambert · Bezprym · Mieszko II Lambert · Casimir I · Bolesław II · Wladislaus I Herman · Zbigniew · Bolesław III · Wladislaus II · Bolesław IV · Mieszko III · Casimir II · Leszek I · Wladislaus III · Mieszko IV · Koenraad · Hendrik I · Hendrik II · Koenraad · Bolesław V · Leszek II · Hendrik IV · Przemysł II · Wenceslaus II · Wenceslaus III · Wladislaus I · Casimir III · Lodewijk · Hedwig · Wladislaus II Jagiello · Wladislaus III · Casimir IV · Jan I Albrecht · Alexander · Sigismund I · Sigismund II August I · Hendrik · Anna · Stefanus Báthory · Sigismund III · Wladislaus IV · Jan II Casimir · Michaël Korybut Wiśniowiecki · Jan III Sobieski · August II · Stanislaus I Leszczyński · August II · Stanislaus I Leszczyński · August III · Stanislaus II August Poniatowski